# Überseestadt
Koordinaten: 53° 5′ 47″ N, 8° 46′ 9″ O

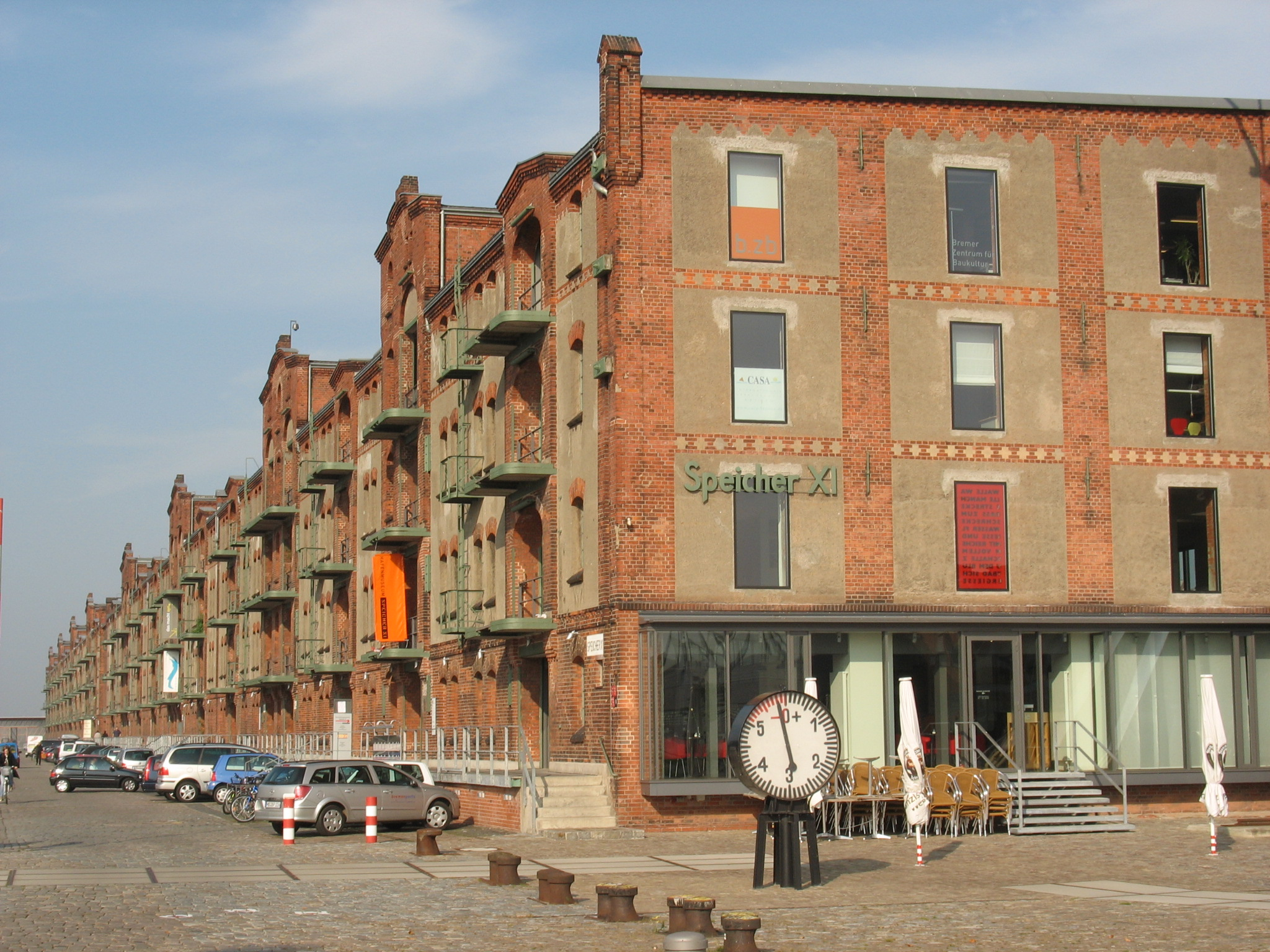
Speicher XI, vorne: Hafenmuseum, Restaurant und Bremer Zentrum für Baukultur; hinten: Hochschule für Künste

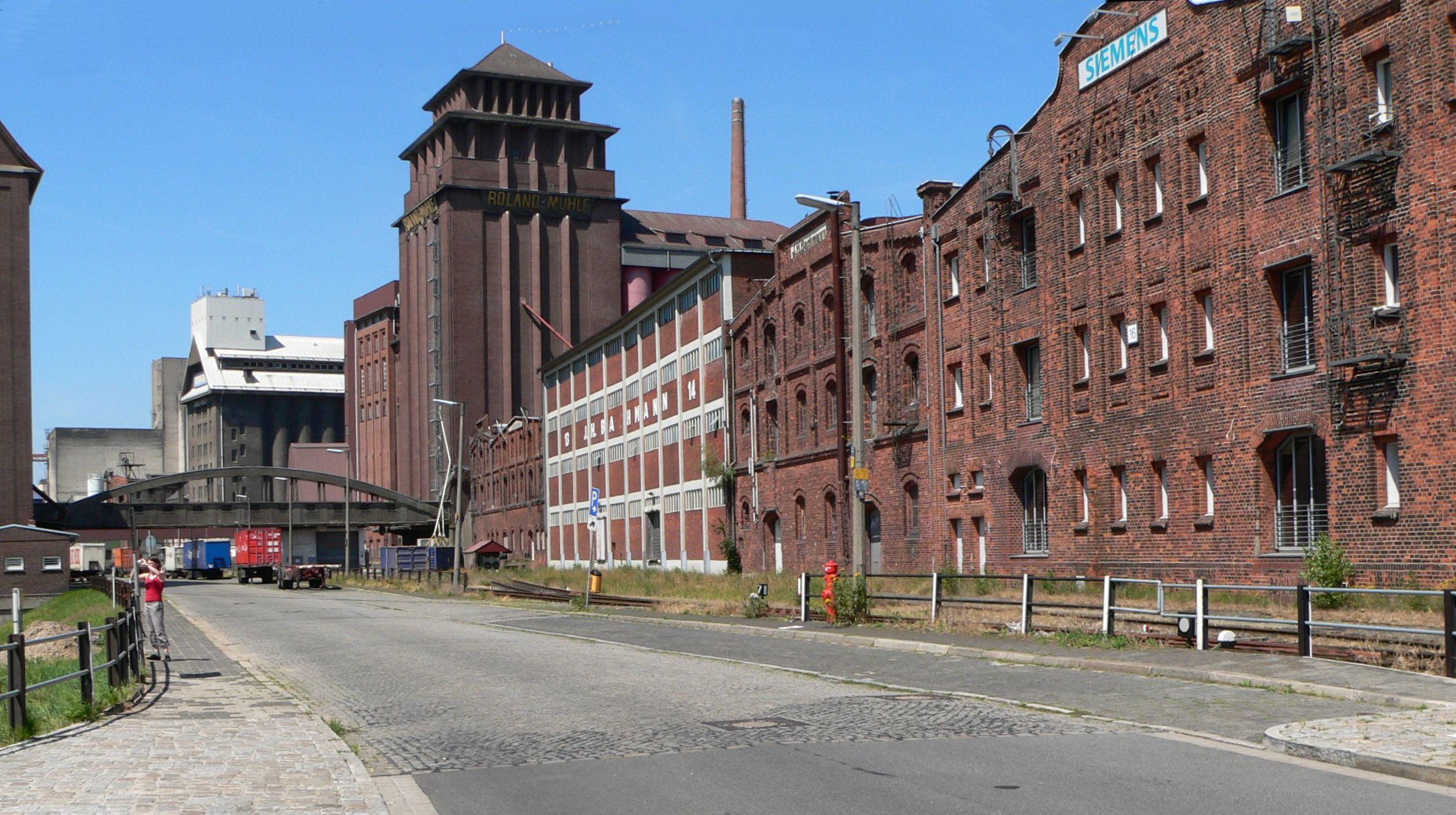
Rolandmühle mit 12 Silos

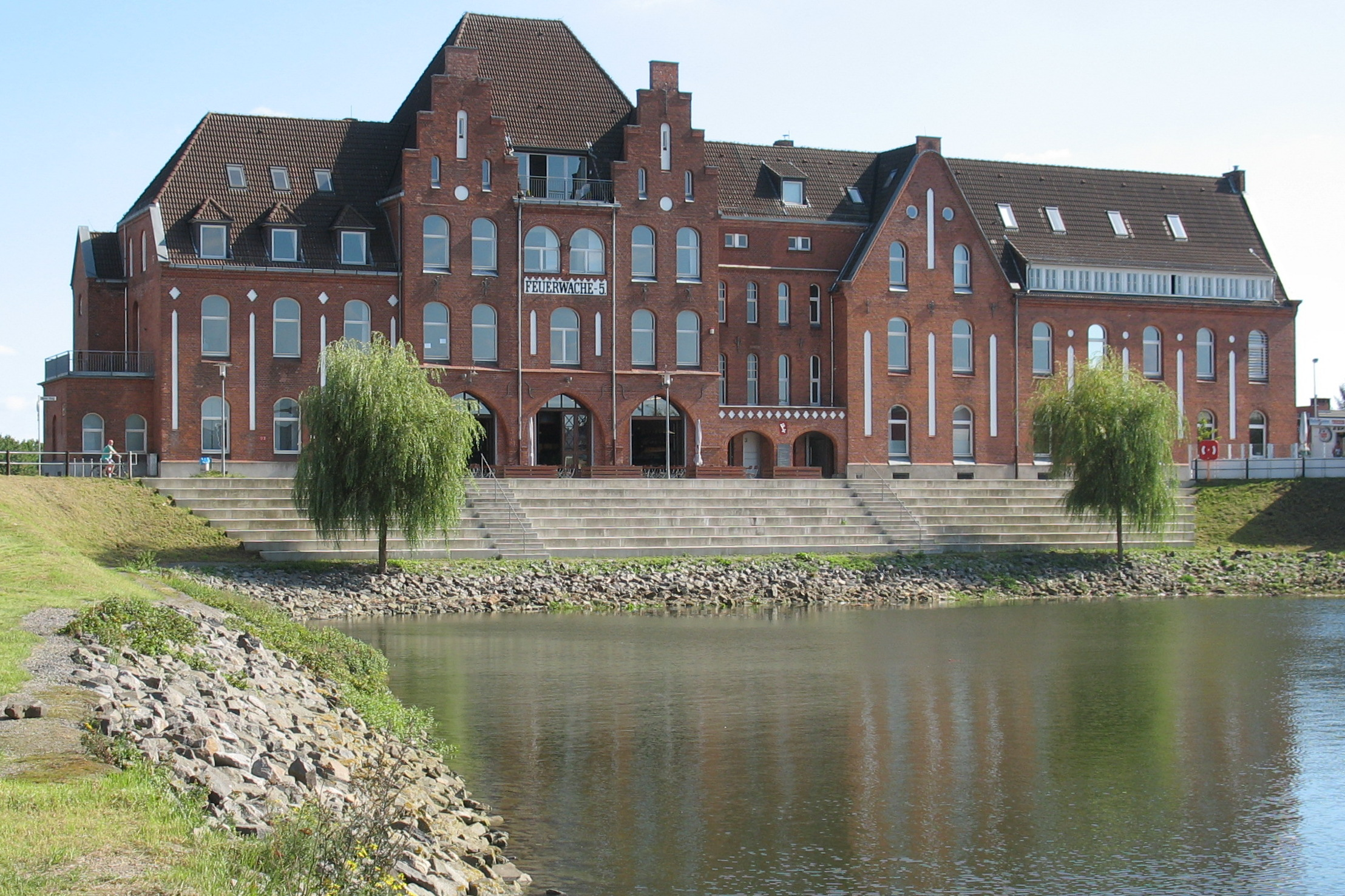
Alte Feuerwache 5 und Zollamt nahe dem Überseetor

Die Überseestadt in Bremen ist seit 2009 ein Ortsteil des Stadtteils Walle. Zugleich ist Überseestadt der Name für ein in der Umsetzung befindliches Stadtentwicklungsvorhaben der alten Hafengebiete in Bremen im Sinne der Gestaltung einer modernen Waterfront. Das Vorhaben sieht eine langfristige Entwicklung des alten Hafengebietes zu einem attraktiven Standort für möglichst wertschöpfungsintensive unternehmerische Aktivitäten vor. Dabei geht es um Bestandsentwicklung im gleichen Maße wie um die Ansiedlung neuer Dienstleistungen, Gewerbe und Wohnraum. Es war 2011 mit rund 300 Hektar eines der größten innerstädtischen Stadtentwicklungsprojekte in Europa.
Das Projekt stellt von der Fläche und der vorgesehenen Investitionssumme her auch im europäischen Rahmen eine Besonderheit dar, die es mit den Londoner Docklands und der Hamburger HafenCity vergleichbar macht.

## Geographie

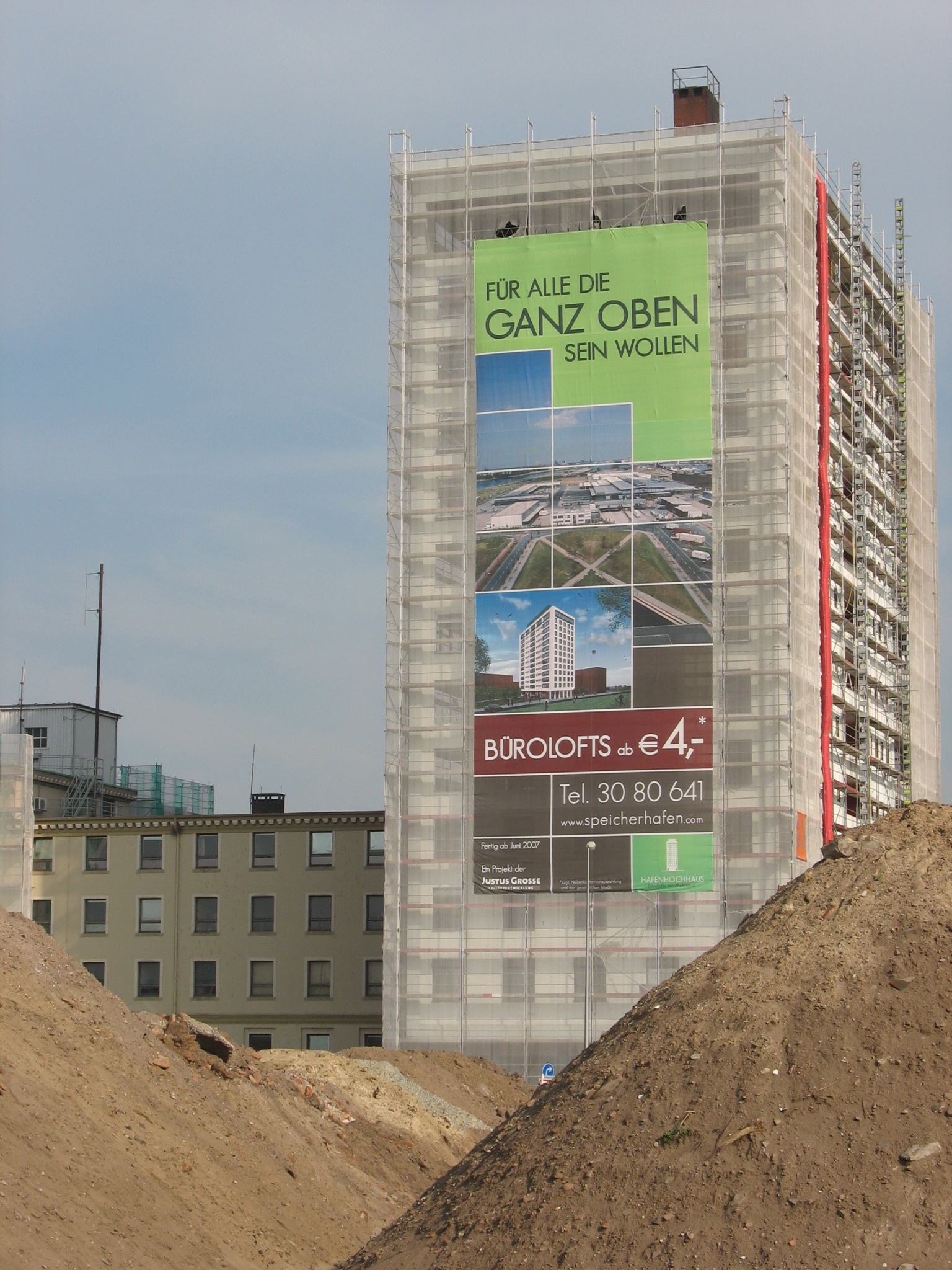
Gebäudesanierung im Rahmen des Projekts „Speicherhafen“

Das Stadtentwicklungsvorhaben Überseestadt umfasst den Ortsteil Überseestadt (vormals Handelshäfen) und den zum Ortsteil Steffensweg gehörenden Waller Wied. Es erstreckt sich zwischen den Ortsteilen Mitte und Gröpelingen entlang der Weser. Das Gebiet ist 4,5 Kilometer lang und einen Kilometer breit. Landseitig wird es von der Hans-Böckler-Straße / Nordstraße / Bremerhavener Straße begrenzt.
Das Gebiet wurde nach dem Zweiten Weltkrieg bis zur Umsetzung des Stadtentwicklungsvorhabens überwiegend industriell genutzt. Nur in einem eng abgeschlossenen Gebiet zwischen Nordstraße und Bogenstraße, dem Waller Wied, wurde die im Krieg zerstörte Wohnbebauung in den 1950er Jahren wiederhergestellt. Das nördliche Drittel der Überseestadt und die Flächen direkt an der Weser sind nach wie vor industriell geprägt. Der Holz- und Fabrikenhafen wird weiter herkömmlich als Hafen genutzt. Der Europahafen bleibt zwar als Hafenbecken bestehen, aber es wird keine hafentypische Nutzung mehr geben. Die Wasserfläche dient hauptsächlich der Freizeit-Schifffahrt, an der Nordseite entstand die Marina Europahafen. Die angrenzenden Landflächen sind Dienstleistungsbetrieben und Wohnzwecken vorbehalten.

## Geschichte

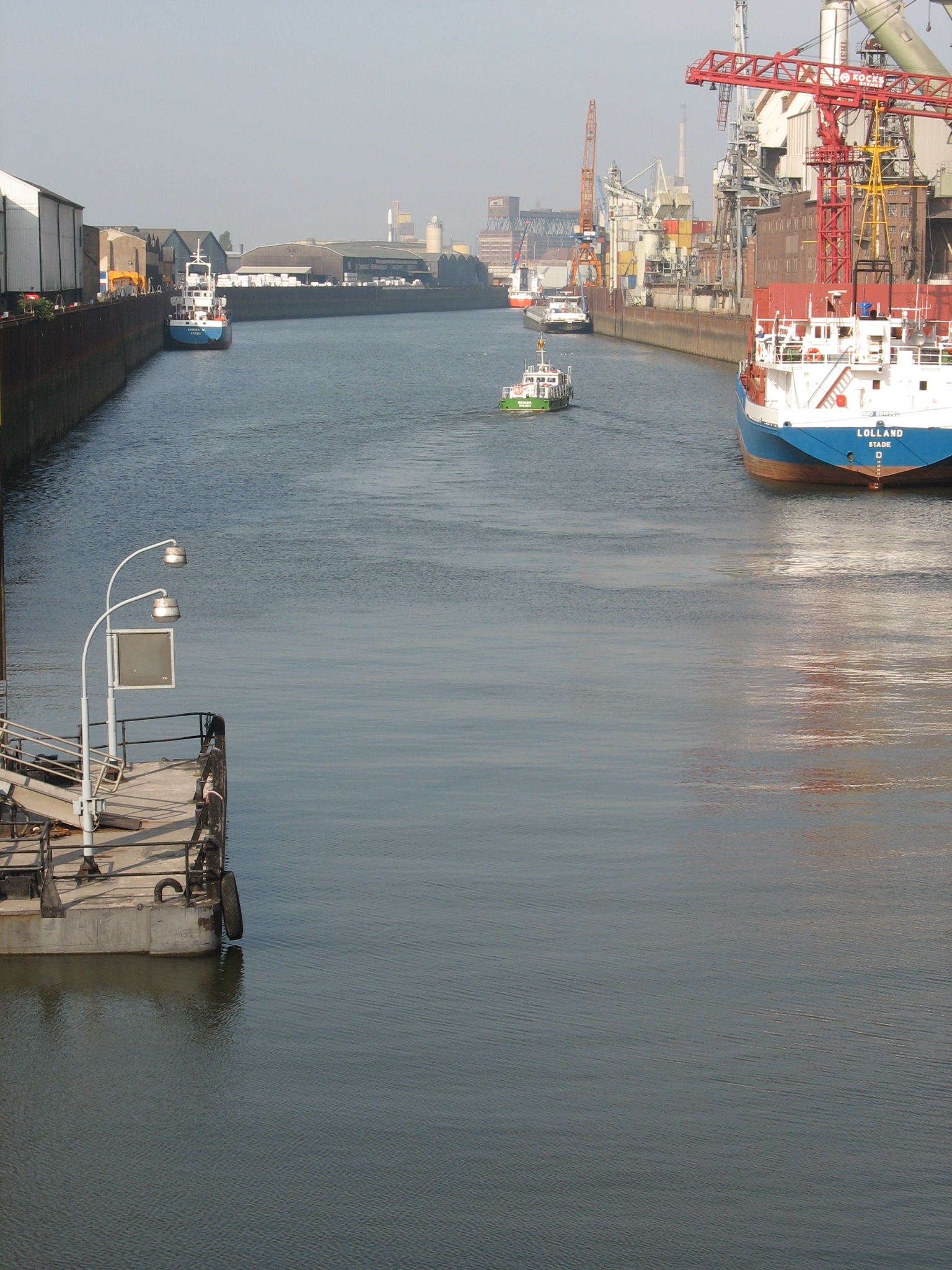
Holz- und Fabrikenhafen

Die Versandung erschwerte bereits zu Beginn des 17. Jahrhunderts den Schiffsverkehr auf der Weser. Hochseeschiffe steuerten nicht mehr die in der Stadtmitte gelegenen Häfen (Schlachte) an, sondern flussabwärts gelegene, zunächst Vegesack, später Brake (Unterweser) und ab 1827 Bremerhaven. Um den lukrativen Handel und Schiffsverkehr wieder in die Stadt zu holen, baute Bremen ab 1887 einen flussabwärts des Stadtkerns gelegenen Freihafen. Das Projekt war erfolgreich, nach dem ersten Hafenbecken – später Europahafen genannt – folgten flussabwärts weitere Hafenbecken, zuletzt 1906 der Überseehafen. Der Hafenbetrieb an der Schlachte wurde eingestellt.
Überseehafen und Europahafen waren klassische Stückgut-Häfen. 1964 begann in Bremen die Zeit des Containers. 1966 machte das erste in Europa erschienene Containerschiff, die Fairland, im Überseehafen fest. Seit 1967 bestand in diesem Hafen auch eine provisorische Anlage für RoRo-Schiffe. In der Folgezeit ging das Stückgutaufkommen zurück – die Stückgutfracht endete in den 1980er Jahren. Neue Schiffe wurden mit mehr Kapazität und Tiefgang gebaut, so dass die aus dem 19. Jahrhundert stammenden Häfen, die zugehörigen Lagerflächen und die Weser für die modernen Bedürfnisse zu eng wurden. Auch die Ausstattung der beiden Häfen mit RoRo-Terminals in den Jahren 1967 und 1972 konnten deren wirtschaftlichen Niedergang nicht aufhalten. Aufgrund erheblicher Baufälligkeit der Kaianlagen wurde der Überseehafen 1991 geschlossen. Da es für den Hafen keinen Bedarf mehr gab und auch seine Sicherung zu kostenträchtig erschien, wurde das Hafenbecken 1998 mit rund 3,5 Mio. Kubikmetern Sand, der bei Baggerarbeiten in der Außenweser anfiel, verfüllt. Damit entstand die Grundlage für das Stadtentwicklungsvorhaben „Überseestadt“.
Aufgrund der geänderten Nutzung des Überseehafengebietes wurden die stadtbremischen Verwaltungsbezirke durch das Ortsgesetz vom 24. März 2009 (BremGBl S. 93) neu geordnet. Dadurch wurde der frühere Ortsteil Handelshäfen aus dem Stadtteil Häfen ausgegliedert und als Ortsteil Überseestadt in den Stadtteil Walle eingegliedert.

## Stadtentwicklungsvorhaben
Der Bremer Senat beschloss 2000 die „Entwicklungskonzeption zur Umstrukturierung der Alten Hafenreviere in Bremen“. 2003 wurde der „Masterplan Überseestadt“ verabschiedet.
Das südliche, stadtnächste Drittel der Überseestadt wurde über die Lloydstraße und die Eduard-Schopf-Allee erschlossen, die Überseestadt-Mitte über das Hansator und die Überseestadt-Nord über das Überseetor und die Emder Straße. Bei der Eduard-Schopf-Allee handelt es sich um eine neue Verbindungsstraße von um 2006, die die in den 1960er Jahren errichtete Hochstraße B 6 unterquert und damit die Überseestadt via den Verkehrszug Am Wall an das Stadtzentrum anbindet – und somit einen neuen stadträumlichen Bezug herstellt. Auch innerhalb der Überseestadt wurden zahlreiche Straßen saniert, verlegt oder neu angelegt.
Durch die Überseestadt-Süd und die Überseestadt-Mitte ist parallel zum bisherigen Streckenverlauf eine Straßenbahnstrecke gebaut worden, die seit Dezember 2006 von der Straßenbahnlinie 3 und seit März 2019 zusätzlich von der Straßenbahnlinie 5 bedient wird. Zuvor führte die Linie 3 am Rand der Überseestadt entlang. Die Linie 3 wird zwischen Europahafen und Eduard-Schopf-Allee über ein 4-Schienen-Gleis geführt; auf dem versetzten Gleis wurden bis zur  Werksschließung 2016, Übergabefahrten der Hafengüterbahn für Kelloggs durchgeführt.
Im April 2007 hat die Stadtbürgerschaft einen Bebauungsplan beschlossen, dem zufolge an der Wasserkante im Nordwesten der Überseestadt, im Quartier Überseepark, Wohn-, Geschäfts- und Bürogebäude entstehen sollen, die von den angrenzenden Gewerbegebieten durch einen schmalen Grünstreifen getrennt werden.
Der erste im Rahmen der Stadtentwicklung neu angesiedelte Gewerbebetrieb war der Großmarkt in der Überseestadt-Nord im November 2002. In der Überseestadt-Nord sind weitere Flächen für Industriebetriebe vorgesehen.
Im Zuge der Stadtentwicklung siedeln sich zahlreiche Dienstleistungsunternehmen in den teils sanierten, teils neu gebauten Gebäuden in der Überseestadt an. Große Büroflächen werden im Speicher I (Umbau 2006) und im Speicher XI (Umbau 2001/03), zwei umgebauten Lagergebäuden mit beeindruckenden Abmessungen, angeboten. In den sanierten Speicher XI, einem ehemaligen Baumwollspeicher, sind u. a. das Hafenmuseum, die Speicherbühne sowie die Hochschule für Künste Bremen mit dem Fachbereich Freie Kunst und Design eingezogen.
Im so genannten Weser Quartier der Überseestadt rund um den früheren Weserbahnhof wurde mit dem von Helmut Jahn entworfenen 82 Meter hohen Weser Tower das höchste Bürogebäude der Stadt errichtet. Weitere Bürogebäude, Freizeit- und Gastronomiebetriebe, ein Hotel, ein Theater etc. befinden sich in Bau oder wurden wie der Hilde-Adolf-Park bereits fertiggestellt.
Im Oktober 2017 wurde eine Übereinkunft zwischen der Stadt Bremen und Kellog’s Deutschland erzielt, wonach das angrenzende Gelände der früheren Frühstücksflockenfabrik gemeinsam entwickelt werden solle. Mit dem Windkraftunternehmen wpd GmbH stehe ein Investor bereit, der das Gelände kaufen und in ein „grünes Areal“ verwandeln wolle, das von Windenergie versorgt werden soll.

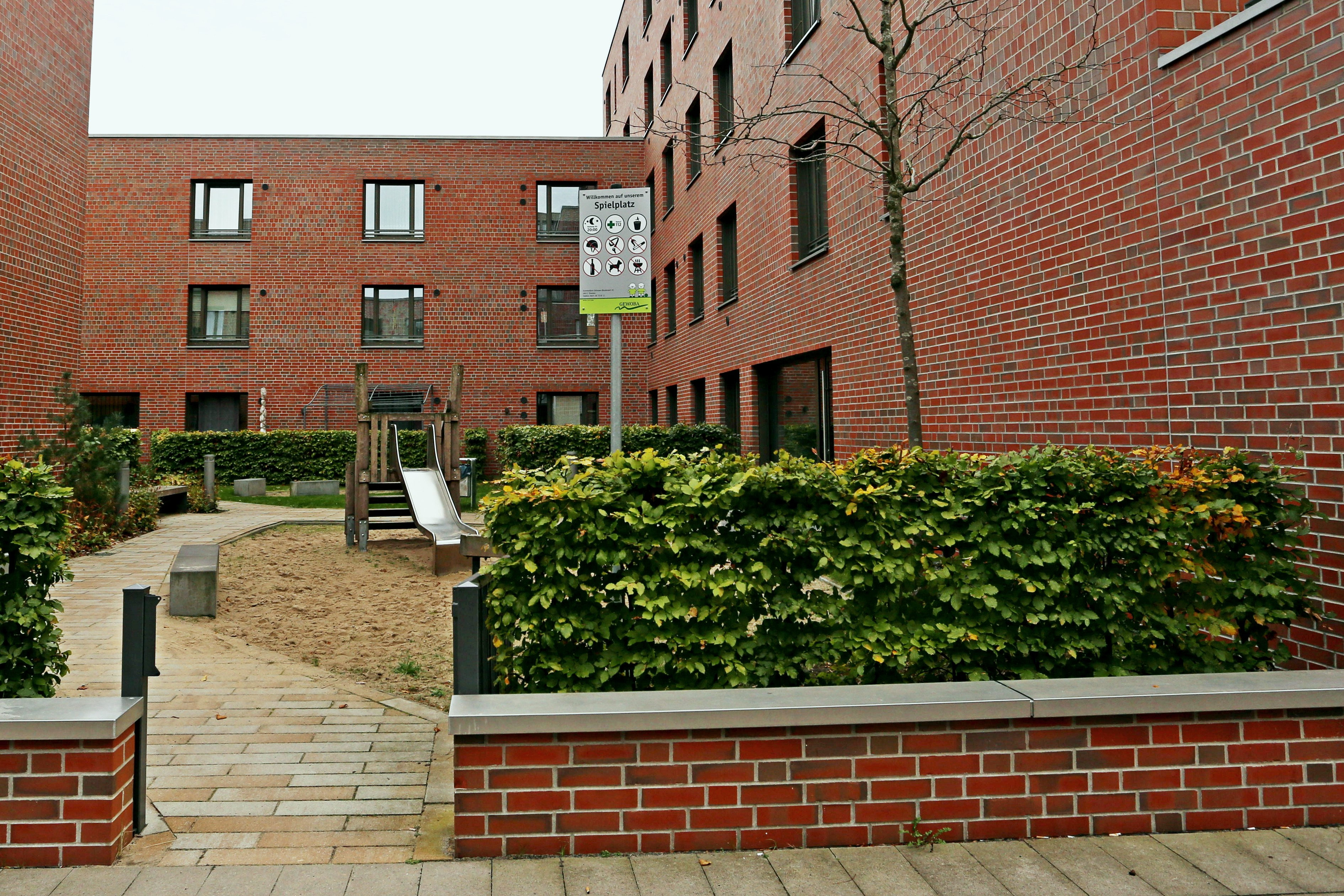
Spielplatz des Gewoba Quartiers "Überseegärten" der Überseestadt

Ab 2017 errichteten Gewoba und private Bauträger entlang der Weser am Kommodore‐Johnsen‐Boulevard Wohnquartiere mit Projektnamen wie Johnsen Quartier oder Überseegärten. Inzwischen sind weitere Wohnprojekte abgeschlossen bzw. in Planung oder Realisierung.

## Sehenswürdigkeiten und Kultur

### Historische Bauwerke

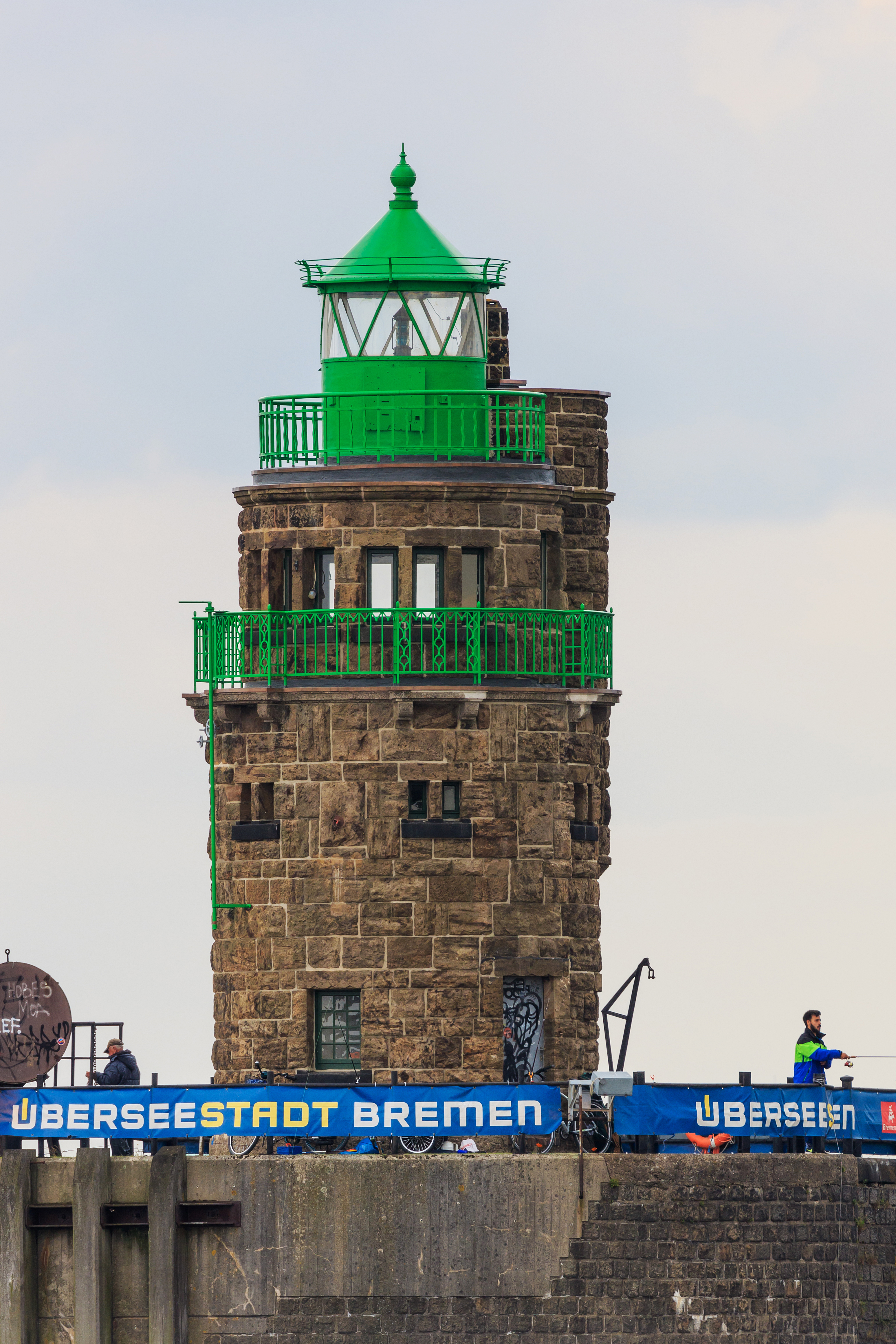
Molenfeuer Überseehafen Süd

- Getreideverkehrsanlage, Getreidestraße; mit Speicher von 1916/19 und von 1926/29, Verwaltungsgebäude von 1916 und Maschinenhaus I und II von 1916, Umbauten von 1947 bis 1950 nach Plänen von Max Säume und Günther Hafemann.
- Kaffee Hag, Hagstraße 3, Fabrikgebäude von 1899 bis 1915 nach Plänen von Hugo Wagner sowie Hildebrand und Günthel.
- Molenfeuer Überseehafen Süd
- Speicher 1, Konsul-Smidt-Straße 8 b – j am Europahafen
- Speicher XI
- Schuppen 1, Konsul-Smidt-Straße 10, Hafenspeicher von 1959 am Europahafen
- Schuppen 2 von 1952, Hoerneckestraße 5 bis 37 am Europahafen
- Zollamt Bremen-Überseehafen, Hansator 1/Nordstraße,  von 1964 nach Plänen von Oberbaurat Willi Bornemann

### Kultur

#### Holz- und Fabrikenhafen, Feuerwache
- Restaurant Feuerwache
- Hafencasino (Trucker Stop)
- Zaubertheater Bremen

#### Speicher XI, Stauerei, Energieleitzentrale
- Hochschule für Künste Bremen, Fachbereich Freie Kunst und Design
- Hafenmuseum Bremen im Speicher XI
- Restaurant Port im Speicher XI
- Schwarzlichthof Minigolf
- Hafenrevuetheater
- Hafenrummel
- Energieleitzentrale

#### Schuppen 1
- Zentrum für Automobilkultur[12]
- The Key Bremen[13]
- Restaurant Al Dar Bremen

#### Schuppen 2
- Eventloft[14]

#### Europahafen
- Golden City Hafenbar[15]

### Schulen
- Die Hafenfachschule im Lande Bremen, Tilsiter Straße 8–10
- Die CASA e. V. Internationale Sprachenschule im Speicher XI

## Wirtschaft, Behörden und Verkehr

### Wirtschaft
Größere Unternehmen (Auswahl)
- BCD Travel
- Deutsche Windtechnik
- EWE AG, Hauptmieter des Wesertowers
- Kellogg Deutschland, Produktionsstandort (Schließung Ende 2017)
- Koch & Bergfeld Corpus
- KPMG, Hauptmieter des WQ 1
- Panalpina Welttransport (Deutschland) GmbH, Niederlassung Bremen
- Rolandmühle
- Rickmers Reismühle
- Siedentopf GmbH
- Team Neusta
- wpd GmbH

### Behörden
- GeoInformation Bremen, Landesamt für Kataster – Vermessung – Immobilienbewertung – Informationssysteme, Lloydstraße 4

### Verkehr
Es befahren fünf Linien der Bremer Straßenbahn AG (2020) die Überseestadt:
- Straßenbahnlinie 3: Weserwehr – Weserstadion – Steintor – Domsheide – Am Brill – Überseestadt – Walle – Gröpelingen
- Straßenbahnlinie 5: Bürgerpark – Hauptbahnhof – Überseestadt – Walle – Gröpelingen (verkehrt zwischen Waller Ring und Gröpelingen als Linie 5S mit nur einem Zwischenhalt)
- Buslinie 20: Europahafen – Bf Walle – Hohweg
- Buslinie 26: Kattenturm – Huckelriede – Neustadt – Am Brill – Hauptbahnhof – Findorff – Walle – Überseestadt
- Buslinie 28: Universität – Findorff – Überseestadt